# Список глав государств в 1957 году
| 1956 ← Список глав государств по годам → 1958 |

В списке перечислены лидеры государств по состоянию на 1957 год. В том случае, если ведущую роль в государстве играет коммунистическая партия, указан как де-юре глава государства — председатель высшего органа государственной власти, так и де-факто — глава коммунистической партии.
Цветом выделены страны, в которых в данном году произошли смены власти вследствие следующих событий:
- Получение страной независимости;
- Военный переворот, революция, всеобщее восстание ;
- Президентские выборы;
- парламентские выборы, парламентский кризис;
- Смерть одного из руководителей страны;
- Иные причины.

## Значимые события
Для государств и их лидеров этот год отмечен следующими событиями:
- 4 января — скончался президент Австрии Теодор Кёрнер. В мае новым президентом был избран Адольф Шерф
- 10 января — премьер-министром Великобритании стал Гарольд Макмиллан
- 25 февраля — ушёл в отставку по состоянию здоровья премьер-министр Японии Тандзан Исибаси. Его преемником стал Нобусукэ Киси
- 6 марта — получает независимость Гана. Первым премьер-министром страны становится Кваме Нкрума
- 17 марта — в авиационной катастрофе погиб президент Филиппин Рамон Магсайсай. На пост президента вступил вице-президент Карлос Гарсия
- 10 мая — в Колумбии свергнута диктатура Густаво Рохаса Пинильи
- 19 мая — новым премьер-министром Италии стал Адоне Дзоли
- 21 июня — премьер-министром Канады становится Джон Дифенбейкер
- 25 июля — упразднена монархия в Тунисе. Первым президентом Тунисской республики стал Хабиб Бургиба
- 26 июля — солдатом президентской охраны убит президент Гватемалы Карлос Кастильо Армас
- 31 августа — получает независимость Малайская Федерация. Первым премьер-министром страны становится Абдул Рахман
- 16 сентября — в результате военного переворота в Таиланде свергнут военный режим фельдмаршала Пибунсонграма
- 22 октября — на Гаити устанавливается диктатура Франсуа Дювалье
- 13 ноября — скончался президент Чехословакии Антонин Запотоцкий. Лидер Коммунистической партии Чехословакии Антонин Новотный был избран новым президентом страны
- 21 декабря — заканчивается военное правление в Гондурасе, на пост главы государства вступает избранный президент Рамон Вильеда Моралес

## Азия
| | Арабские эмираты (протектораты Великобритании)                   |                                                                 |                                                                           | |                                                                   |  |
| |                                                                  | Абу-Даби                                                        | Эмир                                                                      | Шахбут ибн Султан Аль Нахайян | 1928 год—1966 год                                                 |  |
| | Аджман                                                           | Эмир                                                            | Рашид III ибн Хумайд                                                      | 1928 год—1981 год |                                                                   |  |
| | Дубай                                                            | Шейх                                                            | Саид ибн Мактум                                                           | 1912 год—1958 год |                                                                   |  |
| | Рас-эль-Хайма                                                    | Эмир                                                            | Сакр ибн Мухаммад                                                         | 1948 год—2010 год |                                                                   |  |
| | Умм-эль-Кайвайн                                                  | Эмир                                                            | Ахмад II бин Рашид аль-Муалла                                             | 1929 год—1981 год |                                                                   |  |
| | Эль-Фуджайра                                                     | Шейх                                                            | Мохаммед бин Хамад                                                        | 1938 год—1974 год |                                                                   |  |
| | Шарджа                                                           | Шейх                                                            | Сакр III бин Султан                                                       | 1951 год—1965 год |                                                                   |  |
| | Афганистан                                                       | Афганистан                                                      | Король                                                                    | Захир-шах | 1933 год—1973 год                                                 |  |
| Премьер-министр                                                                                                 | Афганистан                                                       | Афганистан                                                      | Мухаммед Дауд                                                             | 1953 год—1963 год, 1973 год—1978 год |                                                                   |  |
| | Бахрейн (протекторат Великобритании)                             | Бахрейн (протекторат Великобритании)                            | Хаким                                                                     | Салман ибн Хамад Аль Халифа | 1942 год—1961 год                                                 |  |
| | Союз Бирма                                                       | Союз Бирма                                                      | Президент                                                                 | Ба У Вин Маун | 1952 год—1957 год 1957 год—1962 год                               |  |
| Премьер-министр                                                                                                 | Союз Бирма                                                       | Союз Бирма                                                      | У Ба Све У Ну                                                             | 1956 год—1957 год (1948 год—1956 год, 1957 год—1958 год, 1960 год—1962 год) |                                                                   |  |
| Шанские княжества                                                                                               |                                                                  |                                                                 |                                                                           | |                                                                   |  |
| | Йонгве                                                           | Саофа                                                           | Со Шве Тай                                                                | 1926 год—1959 год |                                                                   |  |
| Кенгтунг | Саофа                                                            | Саи Лонг                                                        | 1945 год—1959 год                                                         | |                                                                   |  |
| Локсок (Ятсок)                                                                                                  | Саофа                                                            | Хкун Нсар                                                       | 1946 год—1959 год                                                         | |                                                                   |  |
| Мокме | Саофа                                                            | Хкун Хконг                                                      | 1915 год—1959 год                                                         | |                                                                   |  |
| Монгнай | Саофа                                                            | Сао Пи                                                          | 1949 год—1959 год                                                         | |                                                                   |  |
| Монгпай | саофа                                                            | Хкун Пин Нья                                                    | 1908 год—1959 год                                                         | |                                                                   |  |
| Монгпон | Саофа                                                            | Хсо Хом                                                         | 1947 год—1959 год                                                         | |                                                                   |  |
| Северное Сенви                                                                                                  | Саофа                                                            | Хом Хпа                                                         | 1915 год—1959 год                                                         | |                                                                   |  |
| Сипау | Саофа                                                            | Кья Сенг                                                        | 1947 год—1959 год                                                         | |                                                                   |  |
| Южное Сенви | Саофа                                                            | Хсу Хом                                                         | 1946 год—1959 год                                                         | |                                                                   |  |
| | Бруней (протекторат Великобритании)                              | Бруней (протекторат Великобритании)                             | Султан                                                                    | Омар Али Сайфуддин III | 1950 год—1967 год                                                 |  |
| | Бутан                                                            | Бутан                                                           | Король                                                                    | Джигме Дорджи Вангчук | 1952 год—1972 год                                                 |  |
| | Республика Вьетнам                                               | Республика Вьетнам                                              | Президент                                                                 | Нго Динь Зьем | 1955 год—1963 год                                                 |  |
| | Демократическая Республика Вьетнам                               | Демократическая Республика Вьетнам                              | Председатель ЦК Партии трудящихся Вьетнама                                | Хо Ши Мин | 1951 год—1969 год                                                 |  |
| Президент | Демократическая Республика Вьетнам                               | Демократическая Республика Вьетнам                              | 1945 год—1969 год                                                         | Хо Ши Мин |                                                                   |  |
| Премьер-министр                                                                                                 | Демократическая Республика Вьетнам                               | Демократическая Республика Вьетнам                              | Фам Ван Донг                                                              | 1955 год—1976 год |                                                                   |  |
| Флаг Израиля | Израиль                                                          | Израиль                                                         | Президент                                                                 | Ицхак Бен-Цви | 1952 год—1963 год                                                 |  |
| Флаг Израиля | Израиль                                                          | Израиль                                                         | Премьер-министр                                                           | Давид Бен-Гурион | 1948 год—1954 год, 1955 год—1963 год                              |  |
| | Индия                                                            | Индия                                                           | Президент                                                                 | Раджендра Прасад | 1950 год—1962 год                                                 |  |
| Премьер-министр                                                                                                 | Индия                                                            | Индия                                                           | Джавахарлал Неру                                                          | 1947 год—1964 год |                                                                   |  |
| Флаг Индонезии                                                                                                  | Индонезия                                                        | Индонезия                                                       | Президент                                                                 | Сукарно | 1945 год—1949 год, 1950 год—1967 год                              |  |
| Флаг Индонезии                                                                                                  | Индонезия                                                        | Индонезия                                                       | Премьер-министр                                                           | Али Састроамиджойо Джуанда Картавиджайя | (1953 год—1955 год, 1956 год—1957 год) 1957 год—1959 год          |  |
| | Иордания                                                         | Иордания                                                        | Король                                                                    | Хусейн ибн Талал | 1952 год—1999 год                                                 |  |
| Премьер-министр                                                                                                 | Иордания                                                         | Иордания                                                        | Сулейман ан-Набульси Абдельхалим аль-Нимр Хусейн Аль-Халиди Ибрахим Хашим | 1956 год—1957 год 1957 год (1933 год—1938 год, 1945 год—1946 год, 1946 год—1947 год, 1955 год—1956 год, 1956 год, 1957 год—1958 год)                                                                      |                                                                   |  |
| | Ирак                                                             | Ирак                                                            | Король                                                                    | Фейсал II | 1939 год—1958 год                                                 |  |
| Премьер-министр                                                                                                 | Ирак                                                             | Ирак                                                            | Нури ас-Саид Али Джавдат аль-Айюби Абд аль-Ваххаб Марджан                 | (1930 год—1932 год, 1938 год—1940 год, 1941 год—1944 год, 1946 год—1947 год, 1949 год, 1950 год—1952 год, 1954 год—1957 год, 1958 год) (1934 год—1935 год, 1949 год—1950 год, 1957 год) 1957 год—1958 год |                                                                   |  |
| | Иран                                                             | Иран                                                            | Шах                                                                       | Мохаммед Реза Пехлеви | 1941 год—1979 год                                                 |  |
| Премьер-министр                                                                                                 | Иран                                                             | Иран                                                            | Хусейн Ала Манучехр Эгбал                                                 | (1951 год, 1955 год—1957 год) 1957 год—1960 год |                                                                   |  |
| | Йеменское королевство                                            | Йеменское королевство                                           | Король                                                                    | Ахмед бен Яхья Хамидаддин | 1948 год—1962 год                                                 |  |
| | Йеменские султанаты и шейхства (протекторат Великобритании Аден) |                                                                 |                                                                           | |                                                                   |  |
| |                                                                  | Алави                                                           | Шейх                                                                      | Салих ибн Сайель аль-Алави | 1940 год—1967 год                                                 |  |
| | Акраби                                                           | Шейх                                                            | Мухаммад ибн Аль-Фадль аль-Акраби                                         | 1940 год—1957 год |                                                                   |  |
| | Аудхали                                                          | султан                                                          | Салих ибн Аль-Хусейн                                                      | 1928 год—1967 год |                                                                   |  |
| | Верхний Аулаки                                                   | Султан                                                          | Авад ибн Салих                                                            | 1935 год—1967 год |                                                                   |  |
| | Верхняя Яфа                                                      | Султан                                                          | Мухаммад II бин Салих аль-Хархара                                         | 1948 год—1967 год |                                                                   |  |
| | Дали                                                             | Эмир                                                            | Шафауль III бин Али аль-Амири                                             | 1954 год—1967 год |                                                                   |  |
| | Касири                                                           | Султан                                                          | Аль-Хусейн ибн Али                                                        | 1949 год—1967 год |                                                                   |  |
| | Куайти                                                           | Султан                                                          | Авад II ибн Салех аль-Куайти                                              | 1956 год—1966 год |                                                                   |  |
| | Лахедж                                                           | Султан                                                          | Али III ибн Абд аль-Карим                                                 | 1952 год—1958 год |                                                                   |  |
| | Мафлахи                                                          | Шейх                                                            | Аль-Касим ибн Абд аль-Рахман                                              | 1920 год—1967 год |                                                                   |  |
| | Нижний Аулаки                                                    | Султан                                                          | Насир III ибн Айдарус аль-Аулаки                                          | 1947 год—1967 год |                                                                   |  |
| | Нижняя Яфа                                                       | Cултан                                                          | Айдарус ибн Мухсин аль-Афифи                                              | 1925 год—1958 год |                                                                   |  |
| | Фадли                                                            | Cултан                                                          | Абдаллах IV бин Усман аль-Фадли                                           | 1941 год—1962 год |                                                                   |  |
| | Шаиб                                                             | Шейх                                                            | Яхья ибн Мухаммад аль-Саклади                                             | 1955 год—1963 год |                                                                   |  |
| | Камбоджа                                                         | Камбоджа                                                        | Король                                                                    | Нородом Сурамарит | 1955 год—1960 год                                                 |  |
| Премьер-министр                                                                                                 | Камбоджа                                                         | Камбоджа                                                        | Сам Юн Нородом Сианук Сим Вар                                             | 1956 год—1957 год (1945 год, 1950 год, 1952 год—1953 год, 1954 год, 1955 год—1956 год, 1956 год, 1957 год, 1958 год—1960 год, 1961 год—1962 год) (1957 год—1958 год, 1958 год)                            |                                                                   |  |
| | Катар (протекторат Великобритании)                               | Катар (протекторат Великобритании)                              | Эмир                                                                      | Али бин Абдалла Аль Тани | 1949 год—1960 год                                                 |  |
| | Китайская Народная Республика                                    | Китайская Народная Республика                                   | Генеральный секретарь ЦК Коммунистической партии Китая                    | Мао Цзэдун | 1943 год—1976 год                                                 |  |
| Председатель | Китайская Народная Республика                                    | Китайская Народная Республика                                   | 1949 год—1959 год                                                         | Мао Цзэдун |                                                                   |  |
| Премьер Госсовета                                                                                               | Китайская Народная Республика                                    | Китайская Народная Республика                                   | Чжоу Эньлай                                                               | 1949 год—1976 год |                                                                   |  |
| | Китайская Республика (Тайвань)                                   | Китайская Республика (Тайвань)                                  | Президент                                                                 | Чан Кайши | 1950 год—1975 год                                                 |  |
| Председатель Исполнительного Юаня                                                                               | Китайская Республика (Тайвань)                                   | Китайская Республика (Тайвань)                                  | Юй Хунчунь                                                                | 1954 год—1958 год |                                                                   |  |
| | Корейская Народно-Демократическая Республика                     | Корейская Народно-Демократическая Республика                    | Председатель ЦК Трудовой партии Кореи                                     | Ким Ир Сен | 1949 год—1966 год                                                 |  |
| Председатель кабинета министров                                                                                 | Корейская Народно-Демократическая Республика                     | Корейская Народно-Демократическая Республика                    | 1948 год—1972 год                                                         | Ким Ир Сен |                                                                   |  |
| Председатель Президиума Верховного народного собрания                                                           | Корейская Народно-Демократическая Республика                     | Корейская Народно-Демократическая Республика                    | Ким Ду Бон Чхве Ён Гон                                                    | 1948 год—1957 год 1957 год—1972 год |                                                                   |  |
| | Кувейт (протекторат Великобритании)                              | Кувейт (протекторат Великобритании)                             | Шейх                                                                      | Абдалла ас-Салем ас-Сабах (Абдалла III) | 1950 год—1961 год                                                 |  |
| | Лаос                                                             | Лаос                                                            | Король                                                                    | Сисаванг Вонг | 1946 год—1959 год                                                 |  |
| Премьер-министр                                                                                                 | Лаос                                                             | Лаос                                                            | Суванна Фума                                                              | 1951 год—1954 год, 1956 год—1958 год, 1960 год, 1962 год—1975 год |                                                                   |  |
| Флаг Ливана | Ливан                                                            | Ливан                                                           | Президент                                                                 | Камиль Шамун | 1952 год—1958 год                                                 |  |
| Флаг Ливана | Ливан                                                            | Ливан                                                           | Премьер-министр                                                           | Сами ас-Сольх | 1945 год—1946 год, 1952 год, 1954 год—1955 год, 1956 год—1958 год |  |
| | Малайская Федерация Получила независимость 31 августа 1957 года  | Малайская Федерация Получила независимость 31 августа 1957 года | Королева                                                                  | Елизавета II | 1952 год—1957 год                                                 |  |
| Янг ди-Пертуан Агонг (Верховный глава)                                                                          | Малайская Федерация Получила независимость 31 августа 1957 года  | Малайская Федерация Получила независимость 31 августа 1957 года | Абдул Рахман                                                              | 1957 год—1960 год |                                                                   |  |
| Премьер-министр                                                                                                 | Малайская Федерация Получила независимость 31 августа 1957 года  | Малайская Федерация Получила независимость 31 августа 1957 года | Абдул Рахман                                                              | 1957 год—1970 год |                                                                   |  |
| Малайские султанаты После получения независимости малайские султанаты сохранились в составе Малайской Федерации |                                                                  |                                                                 |                                                                           | |                                                                   |  |
| | Джохор                                                           | Султан                                                          | Ибрагим аль Масихур                                                       | 1895 год—1959 год |                                                                   |  |
| | Кедах                                                            | Cултан                                                          | Бадлишах                                                                  | 1943 год—1958 год |                                                                   |  |
| | Келантан                                                         | Султан                                                          | Ибрагим                                                                   | 1944 год—1960 год |                                                                   |  |
| | Негери-Сембилан                                                  | Ямтуан бесар                                                    | Абдул Рахман                                                              | 1933 год—1960 год |                                                                   |  |
| | Паханг                                                           | Султан                                                          | Абу Бакар Риайат ад-дин Муаззам-шах                                       | 1932 год—1974 год |                                                                   |  |
| | Перак                                                            | Султан                                                          | Юсуф Иззуддин                                                             | 1948 год—1963 год |                                                                   |  |
| | Перлис                                                           | Раджа                                                           | Путра ибни Ал-Мархум                                                      | 1945 год—2000 год |                                                                   |  |
| | Селангор                                                         | Султан                                                          | Хисамуддин                                                                | 1938 год—1960 год |                                                                   |  |
| | Тренгану                                                         | Султан                                                          | Исмаил Насируддин Шах                                                     | 1945 год—1979 год |                                                                   |  |
| | Мальдивы (протекторат Великобритании)                            | Мальдивы (протекторат Великобритании)                           | Король                                                                    | Мухаммед Фарид Диди | 1954 год—1968 год                                                 |  |
| Премьер-министр                                                                                                 | Мальдивы (протекторат Великобритании)                            | Мальдивы (протекторат Великобритании)                           | Ибрагим Али Диди Ибрагим Насир                                            | 1954 год—1957 год 1957 год—1968 год |                                                                   |  |
| | Монгольская Народная Республика                                  | Монгольская Народная Республика                                 | Первый секретарь ЦК Монгольской народной партии                           | Дашийн Дамба | 1954 год—1958 год                                                 |  |
| Председатель Президиума Великого Государственного Хурала                                                        | Монгольская Народная Республика                                  | Монгольская Народная Республика                                 | Жамсарангийн Самбу                                                        | 1954 год—1972 год |                                                                   |  |
| Председатель Совета министров                                                                                   | Монгольская Народная Республика                                  | Монгольская Народная Республика                                 | Юмжагийн Цеденбал                                                         | 1952 год—1974 год |                                                                   |  |
| | Непал                                                            | Непал                                                           | Король                                                                    | Махендра | 1955 год—1972 год                                                 |  |
| Премьер-министр                                                                                                 | Непал                                                            | Непал                                                           | Танка Прасад Ачария Кунвар Индерджит Сингх Махендра                       | 1956 год—1957 год 1957 год 1957 год—1958 год |                                                                   |  |
| | Оман (протекторат Великобритании)                                | Оман (протекторат Великобритании)                               | Султан                                                                    | Саид бин Таймур | 1932 год—1970 год                                                 |  |
| Флаг Пакистана                                                                                                  | Пакистан                                                         | Пакистан                                                        | Президент                                                                 | Искандер Мирза | 1956 год—1958 год                                                 |  |
| Флаг Пакистана                                                                                                  | Пакистан                                                         | Пакистан                                                        | Премьер-министр                                                           | Хусейн Шахид Сухраварди Ибрахим Исмаил Чундригар Фероз Хан Нун | 1956 год—1957 год 1957 год 1957 год—1958 год                      |  |
| Флаг Пакистана                                                                                                  |                                                                  | Дир                                                             | Наваб                                                                     | Мохаммад Шах Джахан Хан | 1925 год—1960 год                                                 |  |
| Флаг Пакистана                                                                                                  |                                                                  | Хунза                                                           | мир                                                                       | Мухаммад Джамаль Хан | 1945 год—1974 год                                                 |  |
| | Саудовская Аравия                                                | Саудовская Аравия                                               | Король                                                                    | Сауд ибн Абдул-Азиз | 1953 год—1964 год                                                 |  |
| Премьер-министр                                                                                                 | Саудовская Аравия                                                | Саудовская Аравия                                               | Фейсал ибн Абдул-Азиз Аль Сауд                                            | 1954 год—1960 год, 1962 год—1975 год |                                                                   |  |
| | Сикким                                                           | Сикким                                                          | Чогьял                                                                    | Таши Намгьял | 1914 год—1963 год                                                 |  |
| | Сирия                                                            | Сирия                                                           | Президент                                                                 | Шукри Аль-Куатли | 1943 год—1949 год, 1955 год—1958 год                              |  |
| Премьер-министр                                                                                                 | Сирия                                                            | Сирия                                                           | Сабри Асали                                                               | 1954 год, 1955 год, 1956 год—1958 год |                                                                   |  |
| Флаг Таиланда                                                                                                   | Таиланд                                                          | Таиланд                                                         | Король                                                                    | Рама IX (Пхумипон Адульядет) | 1946 год—2016 год                                                 |  |
| Флаг Таиланда                                                                                                   | Таиланд                                                          | Таиланд                                                         | Премьер-министр                                                           | Пибун Сонгкрам Пот Сарасин | (1938 год—1944 год, 1948 год—1957 год) 1957 год                   |  |
| | Турция                                                           | Турция                                                          | Президент                                                                 | Махмуд Джеляль Баяр | 1950 год—1960 год                                                 |  |
| Премьер-министр                                                                                                 | Турция                                                           | Турция                                                          | Али Аднан Мендерес                                                        | 1950 год—1960 год |                                                                   |  |
| | Филиппины                                                        | Филиппины                                                       | Президент                                                                 | Рамон Магсайсай Карлос Полестико Гарсия | 1953 год—1957 год 1957 год—1961 год                               |  |
| | Цейлон (доминион Великобритании)                                 | Цейлон (доминион Великобритании)                                | Королева                                                                  | Елизавета II | 1952 год—1972 год                                                 |  |
| Генерал-губернатор                                                                                              | Цейлон (доминион Великобритании)                                 | Цейлон (доминион Великобритании)                                | Оливер Эрнест Гунетиллеке                                                 | 1954 год—1962 год |                                                                   |  |
| Премьер-министр                                                                                                 | Цейлон (доминион Великобритании)                                 | Цейлон (доминион Великобритании)                                | Соломон Бандаранаике                                                      | 1956 год—1959 год |                                                                   |  |
| | Южная Корея                                                      | Южная Корея                                                     | Президент                                                                 | Ли Сын Ман | 1948 год—1960 год                                                 |  |
| | Япония                                                           | Япония                                                          | Император                                                                 | Хирохито (император Сёва) | 1926 год—1989 год                                                 |  |
| Премьер-министр                                                                                                 | Япония                                                           | Япония                                                          | Тандзан Исибаси Нобусукэ Киси                                             | 1956 год—1957 год 1957 год—1960 год |                                                                   |  |

## Африка
| Флаг               | Страна                                                                            | Страна                                                                            | Должность                                     | Имя                                 | Начало и конец срока                 | Фото |
| ------------------ | --------------------------------------------------------------------------------- | --------------------------------------------------------------------------------- | --------------------------------------------- | ----------------------------------- | ------------------------------------ | ---- |
|                    | Буганда (протекторат Великобритании)                                              | Буганда (протекторат Великобритании)                                              | кабака                                        | Мутеса II                           | 1939 год—1962 год                    |      |
|                    | Бурунди (Подопечная территория ООН)                                               | Бурунди (Подопечная территория ООН)                                               | Мвами (король)                                | Мвамбутса IV                        | 1915 год—1966 год                    |      |
| Флаг Ганы          | Гана Колония Британский Золотой Берег, получившая независимость 6 марта 1957 года | Гана Колония Британский Золотой Берег, получившая независимость 6 марта 1957 года | Королева                                      | Елизавета II                        | 1957 год—1960 год                    |      |
| Флаг Ганы          | Гана Колония Британский Золотой Берег, получившая независимость 6 марта 1957 года | Гана Колония Британский Золотой Берег, получившая независимость 6 марта 1957 года | Генерал-губернатор                            | Чарльз Ноубл Арден-Кларк Уильям Хар | 1957 год 1957 год—1960 год           |      |
| Флаг Ганы          | Гана Колония Британский Золотой Берег, получившая независимость 6 марта 1957 года | Гана Колония Британский Золотой Берег, получившая независимость 6 марта 1957 года | Премьер-министр                               | Кваме Нкрума                        | 1957 год—1960 год                    |      |
|                    | Египет                                                                            | Египет                                                                            | Президент                                     | Гамаль Абдель Насер                 | 1956 год—1970 год                    |      |
| Премьер-министр    | Египет                                                                            | Египет                                                                            | 1954 год, 1954 год—1962 год                   | Гамаль Абдель Насер                 |                                      |      |
|                    | Занзибар (протекторат Великобритании)                                             | Занзибар (протекторат Великобритании)                                             | Султан                                        | Халифа ибн Харуб                    | 1911 год—1960 год                    |      |
|                    | Либерия                                                                           | Либерия                                                                           | Президент                                     | Уильям Табмен                       | 1944 год—1971 год                    |      |
|                    | Ливия                                                                             | Ливия                                                                             | Король                                        | Идрис I                             | 1951 год—1969 год                    |      |
| Премьер-министр    | Ливия                                                                             | Ливия                                                                             | Мустафа Бен Халим Абдель Маджид Каабар        | 1954 год—1957 год 1957 год—1960 год |                                      |      |
| Флаг Марокко       | Марокко                                                                           | Марокко                                                                           | Султан                                        | Мухаммед V                          | 1927 год—1953 год, 1955 год—1957 год |      |
| Флаг Марокко       | Марокко                                                                           | Марокко                                                                           | Король                                        | Мухаммед V                          | 1957 год—1961 год                    |      |
| Флаг Марокко       | Марокко                                                                           | Марокко                                                                           | Премьер-министр                               | Мбарек Си Беккаи                    | 1955 год—1958 год                    |      |
|                    | Руанда (Подопечная территория ООН)                                                | Руанда (Подопечная территория ООН)                                                | мвами                                         | Мутара III                          | 1931 год—1959 год                    |      |
|                    | Салум (протекторат Франции)                                                       | Салум (протекторат Франции)                                                       | маад                                          | Фоде Но Гуйе Диуф                   | 1935 год—1969 год                    |      |
|                    | Свазиленд (протекторат Великобритании)                                            | Свазиленд (протекторат Великобритании)                                            | нгвеньяма (король)                            | Собуза II                           | 1899 год—1982 год                    |      |
|                    | Судан                                                                             | Судан                                                                             | Председатель Временного президентского совета | Абдель Фаттах Мухаммед аль-Маграби  | 1956 год—1958 год                    |      |
| Премьер-министр    | Судан                                                                             | Судан                                                                             | Абулла Халиль                                 | 1956 год—1958 год                   |                                      |      |
|                    | Тунис                                                                             | Тунис                                                                             | Король                                        | Мухаммад VIII аль-Амин              | 1956 год—1957 год                    |      |
| Президент          | Тунис                                                                             | Тунис                                                                             | Хабиб Бургиба                                 | 1957 год—1987 год                   |                                      |      |
| Премьер-министр    | Тунис                                                                             | Тунис                                                                             | Хабиб Бургиба                                 | 1956 год—1957 год                   |                                      |      |
|                    | Эфиопия                                                                           | Эфиопия                                                                           | Император                                     | Хайле Селассие                      | 1930 год—1936 год, 1941 год—1974 год |      |
| Премьер-министр    | Эфиопия                                                                           | Эфиопия                                                                           | Мэконнын Эндалькачоу Абебе Арегаи             | 1942 год—1957 год 1957 год—1960 год |                                      |      |
|                    | Южно-Африканский Союз                                                             | Южно-Африканский Союз                                                             | Королева                                      | Елизавета II                        | 1952 год—1961 год                    |      |
| Генерал-губернатор | Южно-Африканский Союз                                                             | Южно-Африканский Союз                                                             | Эрнест Джордж Янсен                           | 1951 год—1959 год                   |                                      |      |
| Премьер-министр    | Южно-Африканский Союз                                                             | Южно-Африканский Союз                                                             | Йоханнес Стрейдом                             | 1954 год—1958 год                   |                                      |      |

## Европа
| Флаг                                                          | Страна                                    | Страна                                    | Должность                                                            | Имя | Начало и конец срока                                                                             | Фото |
| ------------------------------------------------------------- | ----------------------------------------- | ----------------------------------------- | -------------------------------------------------------------------- | --- | ------------------------------------------------------------------------------------------------ | ---- |
| Флаг Австрии                                                  | Австрия                                   | Австрия                                   | Федеральный президент                                                | Теодор Кёрнер Юлиус Рааб (и. о.) Адольф Шерф                                                                        | 1951 год—1957 год 1957 год—1965 год                                                              |      |
| Флаг Австрии                                                  | Австрия                                   | Австрия                                   | Федеральный канцлер                                                  | Юлиус Рааб | 1953 год—1961 год                                                                                |      |
|                                                               | Албания                                   | Албания                                   | Первый секретарь Центрального Комитета                               | Энвер Ходжа | 1941 год—1985 год                                                                                |      |
| Председатель Президиума Народного собрания                    | Албания                                   | Албания                                   | Хаджи Леши                                                           | 1953 год—1982 год                                                                                                   |                                                                                                  |      |
| Председатель Совета министров                                 | Албания                                   | Албания                                   | Мехмет Шеху                                                          | 1954 год—1981 год                                                                                                   |                                                                                                  |      |
| Флаг Андорры                                                  | Андорра                                   | Андорра                                   | Соправители                                                          | Рене Коти Президент Французской Республики                                                                          | 1954 год—1959 год                                                                                |      |
| Флаг Андорры                                                  | Андорра                                   | Андорра                                   | Соправители                                                          | Рамон Иглеисас-и-Навори Епископ Урхельский                                                                          | 1943 год—1969 год                                                                                |      |
| Флаг Бельгии                                                  | Бельгия                                   | Бельгия                                   | Король                                                               | Бодуэн | 1951 год—1993 год                                                                                |      |
| Флаг Бельгии                                                  | Бельгия                                   | Бельгия                                   | Премьер-министр                                                      | Ахилл Ван Аккер | 1945 год—1946 год, 1946 год, 1954 год—1958 год                                                   |      |
|                                                               | Народная Республика Болгария              | Народная Республика Болгария              | Генеральный (Первый) секретарь ЦК Болгарской коммунистической партии | Тодор Живков | 1954 год—1989 год                                                                                |      |
| Председатель Президиума Народного собрания                    | Народная Республика Болгария              | Народная Республика Болгария              | Георгий Дамянов                                                      | 1950 год—1958 год                                                                                                   |                                                                                                  |      |
| Председатель Совета министров                                 | Народная Республика Болгария              | Народная Республика Болгария              | Антон Югов                                                           | 1956 год—1962 год                                                                                                   |                                                                                                  |      |
|                                                               | Ватикан                                   | Ватикан                                   | Папа                                                                 | Пий XII | 1939 год—1958 год                                                                                |      |
|                                                               | Великобритания                            | Великобритания                            | Королева                                                             | Елизавета II | 1952 год—2022 год                                                                                |      |
| Премьер-министр                                               | Великобритания                            | Великобритания                            | Энтони Иден Гарольд Макмиллан                                        | 1955 год—1957 год 1957 год—1963 год                                                                                 |                                                                                                  |      |
| Флаг Венгрии                                                  | Венгерская Народная Республика            | Венгерская Народная Республика            | Генеральный секретарь ЦК Венгерской социалистической рабочей партии  | Янош Кадар | 1956 год—1988 год                                                                                |      |
| Флаг Венгрии                                                  | Венгерская Народная Республика            | Венгерская Народная Республика            | Председатель Президиума Венгерской Народной Республики               | Иштван Доби | 1952 год—1967 год                                                                                |      |
| Флаг Венгрии                                                  | Венгерская Народная Республика            | Венгерская Народная Республика            | Председатель Совета министров                                        | Янош Кадар | 1956 год—1958 год                                                                                |      |
|                                                               | Германская Демократическая Республика     | Германская Демократическая Республика     | Генеральный секретарь ЦК Социалистической единой партия Германии     | Вальтер Ульбрихт | 1950 год—1971 год                                                                                |      |
| Президент                                                     | Германская Демократическая Республика     | Германская Демократическая Республика     | Вильгельм Пик                                                        | 1949 год—1960 год                                                                                                   |                                                                                                  |      |
| Председатель правительства                                    | Германская Демократическая Республика     | Германская Демократическая Республика     | Отто Гротеволь                                                       | 1949 год—1964 год                                                                                                   |                                                                                                  |      |
|                                                               | Греция                                    | Греция                                    | Король                                                               | Павел I | 1947 год—1964 год                                                                                |      |
| Премьер-министр                                               | Греция                                    | Греция                                    | Константинос Караманлис                                              | 1955 год—1958 год, 1958 год—1961 год, 1961 год—1963 год, 1974 год—1980 год                                          |                                                                                                  |      |
| Флаг Дании                                                    | Дания                                     | Дания                                     | Король                                                               | Фредерик IX | 1947 год—1972 год                                                                                |      |
| Флаг Дании                                                    | Дания                                     | Дания                                     | Премьер-министр                                                      | Ханс Кристиан Хансен                                                                                                | 1955 год—1960 год                                                                                |      |
| Флаг Ирландии                                                 | Ирландия                                  | Ирландия                                  | Президент                                                            | Шон Томас О’Келли                                                                                                   | 1945 год—1959 год                                                                                |      |
| Флаг Ирландии                                                 | Ирландия                                  | Ирландия                                  | Премьер-министр (тишек)                                              | Джон Костелло Имон де Валера                                                                                        | (1948 год—1951 год, 1954 год—1957 год) (1937 год—1948 год, 1951 год—1954 год, 1957 год—1959 год) |      |
| Флаг Исландии                                                 | Исландия                                  | Исландия                                  | Президент                                                            | Аусгейр Аусгейрссон                                                                                                 | 1952 год—1968 год                                                                                |      |
| Флаг Исландии                                                 | Исландия                                  | Исландия                                  | Премьер-министр                                                      | Херманн Йоунассон                                                                                                   | 1934 год—1942 год, 1956 год—1958 год                                                             |      |
|                                                               | Испания                                   | Испания                                   | Каудильо                                                             | Франсиско Франко | 1936 год—1975 год                                                                                |      |
| Премьер-министр                                               | Испания                                   | Испания                                   | 1938 год—1973 год                                                    | Франсиско Франко |                                                                                                  |      |
|                                                               | Италия                                    | Италия                                    | Президент                                                            | Джованни Гронки | 1955 год—1962 год                                                                                |      |
| Премьер-министр                                               | Италия                                    | Италия                                    | Антонио Сеньи Адоне Дзоли                                            | (1955 год—1957 год, 1959 год—1960 год) 1957 год—1958 год                                                            |                                                                                                  |      |
|                                                               | Лихтенштейн                               | Лихтенштейн                               | Князь                                                                | Франц Иосиф II | 1938 год—1989 год                                                                                |      |
| Премьер-министр                                               | Лихтенштейн                               | Лихтенштейн                               | Александр Фрик                                                       | 1945 год—1962 год                                                                                                   |                                                                                                  |      |
| Флаг Люксембурга                                              | Люксембург                                | Люксембург                                | Великая герцогиня                                                    | Шарлотта | 1919 год—1964 год                                                                                |      |
| Флаг Люксембурга                                              | Люксембург                                | Люксембург                                | Премьер-министр                                                      | Жозеф Беш | 1926 год—1937 год, 1953 год—1958 год                                                             |      |
| Флаг Монако                                                   | Монако                                    | Монако                                    | Князь                                                                | Ренье III | 1949 год—2005 год                                                                                |      |
| Флаг Монако                                                   | Монако                                    | Монако                                    | Премьер-министр                                                      | Анри Сум | 1953 год—1959 год                                                                                |      |
| Флаг Нидерландов                                              | Нидерланды                                | Нидерланды                                | Королева                                                             | Юлиана | 1948 год—1980 год                                                                                |      |
| Флаг Нидерландов                                              | Нидерланды                                | Нидерланды                                | Премьер-министр                                                      | Виллем Дрес | 1948 год—1958 год                                                                                |      |
| Флаг Норвегии                                                 | Норвегия                                  | Норвегия                                  | Король                                                               | Хокон VII Улаф V | 1905 год—1957 год 1957 год—1991 год                                                              |      |
| Флаг Норвегии                                                 | Норвегия                                  | Норвегия                                  | Премьер-министр                                                      | Эйнар Герхардсен | 1945 год—1951 год, 1955 год—1963 год, 1963 год—1965 год                                          |      |
| Флаг Польши                                                   | Польская Народная Республика              | Польская Народная Республика              | Председатель ЦК Польской объединенной рабочей партии                 | Владислав Гомулка                                                                                                   | 1956 год—1970 год                                                                                |      |
| Флаг Польши                                                   | Польская Народная Республика              | Польская Народная Республика              | Председатель Государственного совета                                 | Александр Завадский                                                                                                 | 1952 год—1964 год                                                                                |      |
| Флаг Польши                                                   | Польская Народная Республика              | Польская Народная Республика              | Председатель Совета министров                                        | Юзеф Циранкевич | 1954 год—1970 год                                                                                |      |
|                                                               | Португалия                                | Португалия                                | Президент                                                            | Франсишку Кравейру Лопиш                                                                                            | 1951 год—1958 год                                                                                |      |
| Премьер-министр                                               | Португалия                                | Португалия                                | Антониу ди Салазар                                                   | 1932 год—1968 год                                                                                                   |                                                                                                  |      |
|                                                               | Румынская Народная Республика             | Румынская Народная Республика             | Генеральный (первый) секретарь ЦК Румынской коммунистической партии  | Георге Георгиу-Деж                                                                                                  | 1944 год—1954 год, 1955 год—1965 год                                                             |      |
| Председатель Президиума Великого национального собрания       | Румынская Народная Республика             | Румынская Народная Республика             | Петру Гроза                                                          | 1952 год—1958 год                                                                                                   |                                                                                                  |      |
| Премьер-министр                                               | Румынская Народная Республика             | Румынская Народная Республика             | Киву Стойка                                                          | 1955 год—1961 год                                                                                                   |                                                                                                  |      |
| Флаг Сан-Марино                                               | Сан-Марино                                | Сан-Марино                                | Капитаны-регенты                                                     | Мариано Чекколи и Эудженио Бернардини Джордано Джакомини и Примо Марани Марино Вальдес Франчози и Федерико Микелони | 1956 год—1957 год 1957 год 1957 год—1958 год                                                     |      |
|                                                               | Союз Советских Социалистических Республик | Союз Советских Социалистических Республик | Первый секретарь ЦК КПСС                                             | Никита Хрущёв | 1953 год—1964 год                                                                                |      |
| Председатель Президиума Верховного Совета СССР                | Союз Советских Социалистических Республик | Союз Советских Социалистических Республик | Климент Ворошилов                                                    | 1953 год—1960 год                                                                                                   |                                                                                                  |      |
| Председатель Совета министров                                 | Союз Советских Социалистических Республик | Союз Советских Социалистических Республик | Николай Булганин                                                     | 1955 год—1958 год                                                                                                   |                                                                                                  |      |
|                                                               | Федеративная Республика Германии          | Федеративная Республика Германии          | Федеральный президент                                                | Теодор Хойс | 1949 год—1959 год                                                                                |      |
| Федеральный канцлер                                           | Федеративная Республика Германии          | Федеративная Республика Германии          | Конрад Аденауэр                                                      | 1949 год—1963 год                                                                                                   |                                                                                                  |      |
|                                                               | Финляндия                                 | Финляндия                                 | Президент                                                            | Урхо Калева Кекконен                                                                                                | 1956 год—1982 год                                                                                |      |
| Премьер-министр                                               | Финляндия                                 | Финляндия                                 | Карл-Август Фагерхольм Виено Сукселайнен Райнер фон Фиандт           | (1948 год—1950 год, 1956 год—1957 год, 1958 год—1959 год) (1957 год, 1959 год—1961 год) 1957 год—1958 год           |                                                                                                  |      |
|                                                               | Франция                                   | Франция                                   | Президент                                                            | Рене Коти | 1954 год—1959 год                                                                                |      |
| Премьер-министр                                               | Франция                                   | Франция                                   | Ги Молле Морис Буржес-Монури Феликс Гайяр                            | 1956 год—1957 год 1957 год 1957 год—1958 год                                                                        |                                                                                                  |      |
|                                                               | Чехословацкая Социалистическая Республика | Чехословацкая Социалистическая Республика | Президент                                                            | Антонин Запотоцкий Вильям Широкий (и. о.) Антонин Новотный                                                          | 1953 год—1957 год 1957 год 1957 год—1968 год                                                     |      |
| Генеральный секретарь ЦК Коммунистической партии Чехословакии | Чехословацкая Социалистическая Республика | Чехословацкая Социалистическая Республика | Антонин Новотный                                                     | 1953 год—1968 год                                                                                                   |                                                                                                  |      |
| Премьер-министр                                               | Чехословацкая Социалистическая Республика | Чехословацкая Социалистическая Республика | Вильям Широкий                                                       | 1953 год—1963 год                                                                                                   |                                                                                                  |      |
| Флаг Швейцарии                                                | Швейцария                                 | Швейцария                                 | Президент                                                            | Ханс Штройли | 1957 год                                                                                         |      |
|                                                               | Швеция                                    | Швеция                                    | Король                                                               | Густав VI Адольф | 1950 год—1973 год                                                                                |      |
| Премьер-министр                                               | Швеция                                    | Швеция                                    | Таге Фритьоф Эрландер                                                | 1946 год—1969 год                                                                                                   |                                                                                                  |      |
|                                                               | Югославия                                 | Югославия                                 | Генеральный секретарь Центрального Комитета                          | Иосип Броз Тито | 1945 год—1980 год                                                                                |      |
| Президент                                                     | Югославия                                 | Югославия                                 | 1953 год—1980 год                                                    | Иосип Броз Тито |                                                                                                  |      |
| Председатель Правительства                                    | Югославия                                 | Югославия                                 | 1945 год—1963 год                                                    | Иосип Броз Тито |                                                                                                  |      |

## Океания
| Флаг                | Страна                             | Должность          | Имя                                | Начало и конец срока                            | Фото |
| ------------------- | ---------------------------------- | ------------------ | ---------------------------------- | ----------------------------------------------- | ---- |
| Флаг Австралии      | Австралия                          | Королева           | Елизавета II                       | 1952 год—2022 год                               |      |
| Флаг Австралии      | Австралия                          | Генерал-губернатор | Уильям Слим                        | 1953 год—1960 год                               |      |
| Флаг Австралии      | Австралия                          | Премьер-министр    | Роберт Мензис                      | 1939 год—1941 год, 1949 год—1966 год            |      |
| Флаг Новой Зеландии | Новая Зеландия                     | Королева           | Елизавета II                       | 1952 год—2022 год                               |      |
| Флаг Новой Зеландии | Новая Зеландия                     | Генерал-губернатор | Чарльз Норри Чарльз Джон Литтелтон | 1952 год—1957 год 1957 год—1962 год             |      |
| Флаг Новой Зеландии | Новая Зеландия                     | Премьер-министр    | Сидней Холланд Кит Холиок          | 1949 год—1957 год (1957 год, 1960 год—1972 год) |      |
| Флаг Тонги          | Тонга (протекторат Великобритании) | Королева           | Салоте Тупоу III                   | 1918 год—1965 год                               |      |
| Флаг Тонги          | Тонга (протекторат Великобритании) | Премьер            | Тауфа’ахау Тупоулахи               | 1949 год—1965 год                               |      |

## Северная и Центральная Америка
| Флаг                          | Страна                    | Должность                                           | Имя | Начало и конец срока                                    | Фото |
| ----------------------------- | ------------------------- | --------------------------------------------------- | --- | ------------------------------------------------------- | ---- |
|                               | Гаити                     | Президент                                           | Жозеф Немур Пьер-Луи (и. о.) Франк Сильвен Леон Кантав(и. о.) Исполнительный правительственный совет Даниэль Финьоле Антонио Кебро (и. о.) Франсуа Дювалье | 1956 год—1957 год 1957 год 1957 год—1971 год            |      |
| Флаг Гватемалы                | Гватемала                 | Президент                                           | Карлос Кастильо Армас Луис Гонсалес Лопес (и. о.) Оскар Мендоса Асурдиа (и. о.) Гильермо Флорес Авенданьо (и. о.)                                          | 1954 год—1957 год 1957 год 1957 год—1958 год            |      |
| Флаг Гондураса                | Гондурас                  | Президент                                           | Военная правительственная хунта Рамон Вильеда Моралес | 1956 год—1957 год 1957 год—1963 год                     |      |
| Флаг Доминиканской Республики | Доминиканская Республика  | Президент                                           | Эктор Трухильо | 1952 год—1960 год                                       |      |
|                               | Канада                    | Королева                                            | Елизавета II | 1952 год—2022 год                                       |      |
| Генерал-губернатор            | Канада                    | Винсент Мэсси                                       | 1952 год—1959 год |                                                         |      |
| Премьер-министр               | Канада                    | Луи Сен-Лоран Джон Дифенбейкер                      | 1948 год—1957 год 1957 год—1963 год |                                                         |      |
|                               | Коста-Рика                | Президент                                           | Хосе Фигерес Феррер | 1948 год—1949 год, 1953 год—1958 год, 1970 год—1974 год |      |
|                               | Куба                      | Президент                                           | Фульхенсио Батиста | 1940 год—1944 год, 1952 год—1959 год                    |      |
| Премьер-министр               | Куба                      | Хорхе Гарсиа Монтес-и-Эрнандес Андрес Риверо Агуэро | 1955 год—1957 год 1957 год—1958 год |                                                         |      |
|                               | Мексика                   | Президент                                           | Адольфо Руис Кортинес | 1952 год—1958 год                                       |      |
|                               | Никарагуа                 | Президент                                           | Луис Сомоса Дебайле | 1956 год—1963 год                                       |      |
|                               | Панама                    | Президент                                           | Эрнесто де ла Гуардиа | 1956 год—1960 год                                       |      |
| Флаг Сальвадора               | Сальвадор                 | Президент                                           | Хосе Мария Лемус Лопес | 1956 год—1960 год                                       |      |
|                               | Соединённые Штаты Америки | Президент                                           | Дуайт Дэвид Эйзенхауэр | 1953 год—1961 год                                       |      |

## Южная Америка
| Флаг           | Страна    | Должность                                         | Имя                                                 | Начало и конец срока                           | Фото |
| -------------- | --------- | ------------------------------------------------- | --------------------------------------------------- | ---------------------------------------------- | ---- |
| Флаг Аргентины | Аргентина | Президент                                         | Педро Эухенио Арамбуру                              | 1955 год—1958 год                              |      |
| Флаг Боливии   | Боливия   | Президент                                         | Эрнан Силес Суасо                                   | 1952 год, 1956 год—1960 год, 1982 год—1985 год |      |
|                | Бразилия  | Президент                                         | Жуселину Кубичек де Оливейра                        | 1956 год—1961 год                              |      |
|                | Венесуэла | Президент                                         | Маркос Перес Хименес                                | 1952 год—1958 год                              |      |
| Флаг Колумбии  | Колумбия  | Президент                                         | Густаво Рохас Пинилья Габриэль Парис Гордилья       | 1953 год—1957 год 1957 год—1958 год            |      |
|                | Парагвай  | Президент                                         | Альфредо Стресснер                                  | 1954 год—1989 год                              |      |
| Флаг Перу      | Перу      | Президент                                         | Мануэль Прадо-и-Угартече                            | 1939 год—1945 год, 1956 год—1962 год           |      |
| Флаг Перу      | Перу      | Председатель Совета министров                     | Мануэль Синсерос Санчес                             | 1956 год—1958 год                              |      |
| Флаг Уругвая   | Уругвай   | Президент Национального правительственного совета | Альберто Фермин Субирия Уртиаге Артуро Лесама Бахес | 1956 год—1957 год 1957 год—1958 год            |      |
| Флаг Чили      | Чили      | Президент                                         | Карлос Ибаньес дель Кампо                           | 1927 год—1931 год, 1952 год—1958 год           |      |
| Флаг Эквадора  | Эквадор   | Президент                                         | Камило Понсе Энрикес                                | 1956 год—1960 год                              |      |

## Комментарии
1. ↑  Ушёл в отставку в связи с истечением пятилетнего срока полномочий.
2. ↑  Избран 11 марта 3-й сессией парламента Бирмы на пятилетний срок, до марта 1962 года.
3. ↑  Подал в отставку 28 февраля.
4. ↑  Занимал пост премьер-министра в 1948—1956 годах.
5. ↑  Правительство 31 декабря 1957 года ушло в отставку из-за разногласий в правящей коалиции. В январе 1958 года Бен-Гурион сформировал новое правительство.
6. ↑  Сформировал новое правительство 13 апреля 1957 года по итогам парламентских выборов.
7. ↑  Отправлен в отставку 14 марта 1957 года после того, как президент Сукарно взял на себя всю полноту власти в условиях политического кризиса.
8. ↑  Правительство было сформировано лично президентом Сукарно 4-8 апреля после того, как Сувирьо не сумел сформировать кабинет на партийной основе.
9. ↑  Смещён королём с поста 11 апреля 1957 года.
10. ↑  Министр обороны и внутренних дел, временный премьер-министр.
11. ↑  4 января 1957 года сформировал 7-й кабинет партии Сангкум. Подал в отставку 7 апреля 1957 года.
12. ↑  Подал в отставку 21 июня после критики экономической и внешнеполитической деятельности правительства.
13. ↑  Подал в отставку 27 ноября 1957 года.
14. ↑  20 сентября 1957 года 1-я сессия ВНС КНДР утвердила новый Кабинет министров Ким Ир Сена.
15. ↑  Избран 1-й сессией Верховного народного собрания КНДР.
16. ↑  Правительство подало в отставку 30 мая после критики в Национальном собрании. После неудачных попыток Катая Сасорита, Бога Суваннавонга и Фуи Сананикона сформировать кабинет, Суванна Фума 9 августа вновь возглавил правительство. 19 ноября он сформировал Правительство национального единства с участием Патриотического фронта
17. ↑  Подал в отставку 5 июля 1957 года из-за разногласий в партии «Непал праджа паришад».
18. ↑  Отправлено в отставку по подозрению в заговоре и за превышение полномочий.
19. ↑  Правительство режима прямого правления, сформированное лично королём Махендрой.
20. ↑  Генерал-губернатор Пакистана в 1955—1956 годах.
21. ↑  Военный, фельдмаршал. Свергнут в результате военного переворота 16 сентября 1957 года.
22. ↑  Сохранил пост премьер-министра после победы правящей Демократической партии на досрочных выборах в меджлис 27 октября 1957 года.
23. ↑  Погиб в авиационной катастрофе 17 марта 1957 года.
24. ↑  Вице-президент и министр иностранных дел. Вступил на пост согласно конституции после гибели президента Р.Магсайсая. Избран на очередной срок на выборах 12 ноября 1957 года.
25. ↑  Ушёл в отставку по состоянию здоровья.
26. ↑  С 31 января 1957 года исполнял обязанности премьер-министра из-за болезни Т.Исибаси.
27. ↑  Отправлен в отставку 23 мая 1957 года.
28. ↑  Принял титул короля 11 августа 1957 года.
29. ↑  Коллективный глава государства.
30. ↑  25 июля 1957 года Конституционная Ассамблея Туниса провозгласила республику.
31. ↑  Избран президентом Конституционной Ассамблеи Туниса 25 июля 1957 года.
32. ↑  Пост вакантен до 1969 года.
33. ↑  Ушёл в отставку 1 ноября 1957 года.
34. ↑  Скончался 4 января 1957 года.
35. ↑  Федеральный канцлер, исполнял функции главы государства до избрания нового Федерального президента.
36. ↑  Избран на президентских выборах 20 мая 1957 года.
37. ↑  Подал в отставку 9 января, официально — по состоянию здоровья.
38. ↑  Назначен королевой по рекомендации У.Черчилля как преемник Э.Идена по Консервативной партии.
39. ↑  Ушёл в отставку после провала правящей партии Фине Гэл на парламентских выборах 5 марта 1957 года.
40. ↑  Впервые занял пост премьер-министра в 1919 году. Сформировал правительство после победы партии Фианна Файл на парламентских выборах.
41. ↑  Подал в отставку 6 мая 1957 года после того, как из правительственной коалиции вышли социал-демократы во главе с Джузеппе Сарагатом.
42. ↑  Сформировал однопартийное правительство Христианско-демократической партии.
43. ↑  Скончался 21 сентября 1957 года.
44. ↑  Правительство ушло в отставку 21 мая после вынесения вотума недоверия Национальным собранием при обсуждении Алжирского вопроса.
45. ↑  Правительство ушло в отставку 30 сентября после вынесения вотума недоверия Национальным собранием по вопросу о принятии чрезвычайного закона для Алжира.
46. ↑  Сформировал кабинет после неудачных попыток Антуана Пине и Ги Молле.
47. ↑  Ушёл в отставку.
48. ↑  Временный президент, назначен парламентом. Свергнут в результате военного переворота.
49. ↑  Командующий армией, руководитель переворота 1 апреля, передал власть Исполнительному совету.
50. ↑  В мае 1957 г. объявил себя главой Гаити, ушёл в отставку в результате массовых волнений.
51. ↑  Временный президент, назначен парламентом. Свергнут в результате военного переворота.
52. ↑  Военный, полковник, руководитель переворота 14 июня, глава Военного правительственного совета. Передал власть по итогам президентских выборов.
53. ↑  Министр здравоохранения. Избран президентом на выборах 22 сентября 1957 года.
54. ↑  Убит 26 июля солдатом президентской охраны.
55. ↑  Временный президент на период до проведения президентских выборов 20 октября 1957 года.
56. ↑  Глава военной хунты, полковник.
57. ↑  Временный президент до президентских выборов 1958 года. Назначен военной хунтой.
58. ↑  Избран на президентских выборах.
59. ↑  Правительство подало в отставку 17 июня после поражения правящей Либеральной партии на парламентских выборах 10 июня.
60. ↑  Лидер Консервативной партии, победившей на выборах 1957 года.
61. ↑  Переизбран 8 мая 1957 года президентом на очередные пять лет, до мая 1962 года, однако был свергнут в результате народных выступлений.
62. ↑  Военный, генерал. Председатель Военной Правительственной Хунты. Временный президент на период подготовки и проведения всеобщих выборов в рамках перехода к гражданскому правлению.